# In silico
Ne doit pas être confondu avec In Silico (album).

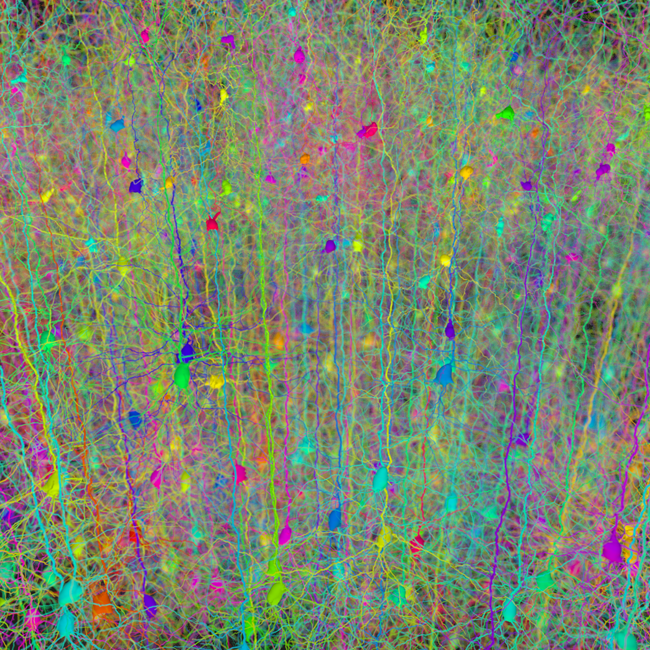
Une forêt artificielle de dendrites pyramidales cultivée in silico grâce aux lois de branchement neuronal de Cajal

In silico (dont la traduction littérale en français est en silice) est un néologisme d'inspiration latine désignant une recherche ou un essai effectué au moyen de calculs complexes informatisés ou de modèles informatiques.
Cette expression est surtout utilisée dans les domaines de la génomique et la bioinformatique.

## Étymologie et histoire du néologisme
L'expression est un néologisme (elle n'était pas utilisée en latin) qui aurait été inventée en 1989[réf. nécessaire], par analogie avec les expressions latines in vivo (en français « en vie »), in vitro (« sous verre »), in utero (littéralement « dans l'utérus ») ou in situ (« sur place ») souvent utilisées pour décrire la manière d'effectuer une expérience impliquant un ou plusieurs organismes vivants ; elle fait référence au silicium, composant essentiel des transistors utilisés dans les ordinateurs.
Selon G. Gallezot (Chercheur au GRESI, Groupe de REcherche sur les Services d'Information) ; d'après « une recherche sur les titres et sommaires des articles référencés dans PubMed », elle aurait été utilisée dans la littérature scientifique pour la première fois en 1991, par des microbiologistes danois dans une revue de l'Institut Pasteur. On la trouve ensuite reprise dans trois autres articles en 1993 puis son usage se généralise à partir de 1996.

## Mise au point des médicaments
Parce que les recherches in silico produisent et présélectionnent les médicaments potentiels, elles ont le pouvoir d'accélérer le taux de découvertes et de réduire le besoin d'expériences de laboratoire coûteuses ou d'essais cliniques. En 2010, par exemple, des chercheurs se sont servis d'un algorithme pour trouver, in silico, de possibles inhibiteurs d'une enzyme liée à l'activité cancéreuse, dont 50 % s'avéraient de véritables inhibiteurs plus tard au laboratoire,. Cette approche se différencie de celle des laboratoires de criblage à haut débit où on essaie physiquement des milliers de composés chaque jour avec un moindre taux de réussite.

## Modèles cellulaires
Il y a eu des efforts pour établir des modèles informatiques du comportement cellulaire.
Par exemple, en 2007, des chercheurs en lutte contre la tuberculose ont développé un modèle in silico de cette maladie, qui permet de simuler le développement de certains faits en quelques minutes au lieu d'une période de mois. Néanmoins, ces travaux ne représentent pas un modèle tout à fait précis du comportement de toute la cellule. Des limitations de notre compréhension de la dynamique moléculaire et de la biologie cellulaire, en plus d'un manque de capacité informatique aboutissent à des suppositions simplificatrices qui restreignent l'utilité des modèles in silico actuels.

## Génétique
Des séquençages génétiques numériques peuvent être entreposés dans une base de données, étudiés, modifiés numériquement et servir de gabarit pour la création d'« ADN neuf » grâce à la synthèse de « gènes artificiels ».

## Emploi
In silico est très utilisée en bio-informatique, par exemple pour la recherche de gènes qui peut se faire in silico via des programmes de détection de gènes, puis in situ pour valider expérimentalement les prédictions faites par ordinateur.